# マルク・ミンコフスキ
マルク・ミンコフスキ（フランス語: Marc Minkowskiフランス語発音、1962年10月4日 - ）は、フランスの指揮者。

## 経歴
1962年、フランス・パリで生まれた。ロシア生まれのフランスの精神科医ウジェーヌ・ミンコフスキーは父方の祖父であり、父親は高名な小児科医のアレクサンドル・ミンコフスキ（Alexandre Minkowski）。
当初バロックファゴット奏者として様々な古楽器の合奏団に参加。1982年にグルノーブル・ルーヴル宮音楽隊(レ・ミュジシャン・デュ・ルーヴル)を設立。バロック・オペラを中心に活動し、その後各地の歌劇場やオーケストラに招待された。
レパートリーはバロック音楽が中心であるが、古典派やロマン派の音楽も積極的に取り組んでおり、レパートリーは広い。ザルツブルク音楽祭やマーラー室内管弦楽団にも頻繁に客演している。2012年よりザルツブルク・モーツァルト週間の芸術監督、2016年よりボルドー国立歌劇場総監督を務める。
日本との関係では、2018年9月より、オーケストラ・アンサンブル金沢芸術監督に就任。無駄を排した明るい不純物のない音楽と指揮振りが特徴的である。